# Božetići
Božetići (cyr. Божетићи) – wieś w Serbii, w okręgu zlatiborskim, w gminie Nova Varoš. W 2011 roku liczyła 288 mieszkańców.